# December 2006
| December 2006 |
| Månader under 2006: Januari · Februari · Mars · April · Maj · Juni · Juli · Augusti · September · Oktober · November · December ← December 2005 · Januari 2007 → |

- Världsmästerskapet i volleyboll för herrar 2006 i Japan vinns av Brasilien som besegrar Polen med 3-0 i set i finalen. (3 december)

- Felipe Calderón tillträder som Mexikos president. (1 december)

- Asiatiska spelen 2006 invigs i Doha, Qatar. (1 december)

- Davis Cup 2006 vinns av Ryssland som besegrar Argentina med 3-2 i set i finalen. (3 december)

- Hugo Chávez vinner presidentvalet i Venezuela. (3 december)

- Militären tar över makten i Fiji genom en statskupp. (3 december)

- John Bolton avgår som USA:s FN-ambassadör. (4 december)

- Finlands riksdag ratificerar EU-grundfördraget. (5 december)

- Spelkonsolen Nintendo Wii släpps i Europas butiker. (8 december)

- Augusto Pinochet, chilens diktator, avlider efter en hjärtinfarkt. (10 december)

- Ban Ki-moon svärs in som Förenta nationernas generalsekreterare. Han tillträder posten 1 januari 2007.[1] (14 december)

- Bhutans kung Jigme Singye Wangchuck abdikerar till förmån för sin son Jigme Khesar Namgyel Wangchuck. (15 december)

- Anna Sjödin avgår från posten som ordförande för Sveriges socialdemokratiska ungdomsförbund. (16 december)

- Rymdfärjan Discovery skjuts upp med Christer Fuglesang ombord. Han blir den förste svensken i rymden. (10 december)

- Delar av E6 kollapsar vid Småröd utanför Munkedal i Bohuslän. (20 december)

- Strider utbryter mellan regeringsstyrkor och islamistisk milis vid staden Baidoa i Somalia. (20 december)

- Turkmenistans president Saparmurat Nijazov avlider. (21 december)

- Rymdfärjan Discovery med bland andra Christer Fuglesang landar på Kennedy Space Center i Florida. (22 december)

- Sångaren James Brown, kallad The Godfather of Soul, avlider. (25 december)

- Gerald Ford, USA:s president 1974–1977, avlider. (26 december)

- Etiopiska och den somaliska interimsregeringens styrkor intar Mogadishu och islamistmilisen flyr huvudstaden. (28 december)

- Saddam Hussein, Iraks före detta president, avrättas genom hängning för brott mot mänskligheten. (30 december)

### Fotnoter
1. ↑  ”Ban Ki-Moon svor eden som FN:s generalsekreterare”. Dagens nyheter. 14 december 2006. http://www.dn.se/nyheter/varlden/ban-ki-moon-svor-eden-som-fns-generalsekreterare/. Läst 11 september 2016.